# Джонсон, Эдуард (футболист, 1859)
Э́дуард Джо́нсон (англ. Edward Johnson; 28 ноября 1859 — 30 июня 1901) — английский футболист, нападающий. Выступал за футбольный клуб «Сток», провёл 2 матча за национальную сборную Англии. Автор первого гола «Стока» в Кубке Англии и первый игрок «Стока» в сборной Англии.

## Футбольная карьера
Джонсон родился в городе Сток-апон-Трент в семье бакалейщика. Учился в колледже Сент-Питерс в Солтли (Бирмингем). Выступал за спортивные команды колледжа, в том числе по футболу. По окончании колледжа вернулся домой и начал играть за футбольный клуб «Сток» (позднее переименованный в «Сток Сити»). Сыграл в первом официальном матче «Стока» в Кубке Англии (это была игра против «Манчестер Регби») и забил единственный гол «Стока». Таким образом он стал автором первого гола «Стока» официальных турнирах.
15 марта 1880 года дебютировал за сборную Англии: это был матч против сборной Уэльса на стадионе «Рейскорс Граунд» в Рексеме. В той игре англичане одержали победу со счётом 3:2.
23 февраля 1884 года провёл свою вторую (и последнюю) игру за сборную Англии. Это был матч первого розыгрыша Домашнего чемпионата Великобритании, в котором Англия на стадионе «Баллинафей Парк» в Белфасте разгромила сборную Ирландии со счётом 8:1.
В 1885 году Джонсон завершил карьеру футболиста из-за травмы, полученной в результате падения с конной повозки. После этого работал в Футбольной ассоциации Стаффордшира.

## Статистика выступлений

### Клубная статистика
| Клуб  | Сезон   | Кубок Англии | Кубок Англии | Итого | Итого |
| Клуб  | Сезон   | Игры         | Голы         | Игры  | Голы  |
| ----- | ------- | ------------ | ------------ | ----- | ----- |
| Сток  | 1883/84 | 1            | 1            | 1     | 1     |
| Итого | Итого   | 1            | 1            | 1     | 1     |

### Статистика матчей за сборную
| Сборная | Год   | Игры | Голы |
| ------- | ----- | ---- | ---- |
| Англия  | 1880  | 1    | 0    |
| Англия  | 1884  | 1    | 2    |
| Итого   | Итого | 2    | 2    |